# Zeughoek
Zeughoek is een lichtopstand op de Wieringermeerdijk nabij de werkhaven de Oude Zeug in de gemeente Hollands Kroon.
Al vanaf de drooglegging van de Wieringermeer was hier een lichtbaken voor de scheepvaart aanwezig. Aanvankelijk was dit het in 1918 gebouwde lichtopstand bij de haven van Den Oever dat in 1930 naar deze locatie bij de knik in de dijk werd verplaats.
Nadat de toren in verval raakte is de toren in 1969 vervangen door een opstand van het zelfde type. Er kwam echter geen lichthuis meer op.
In 2009 werd het licht gedoofd.